# Cathedral of the Immaculate Conception (Sligo)

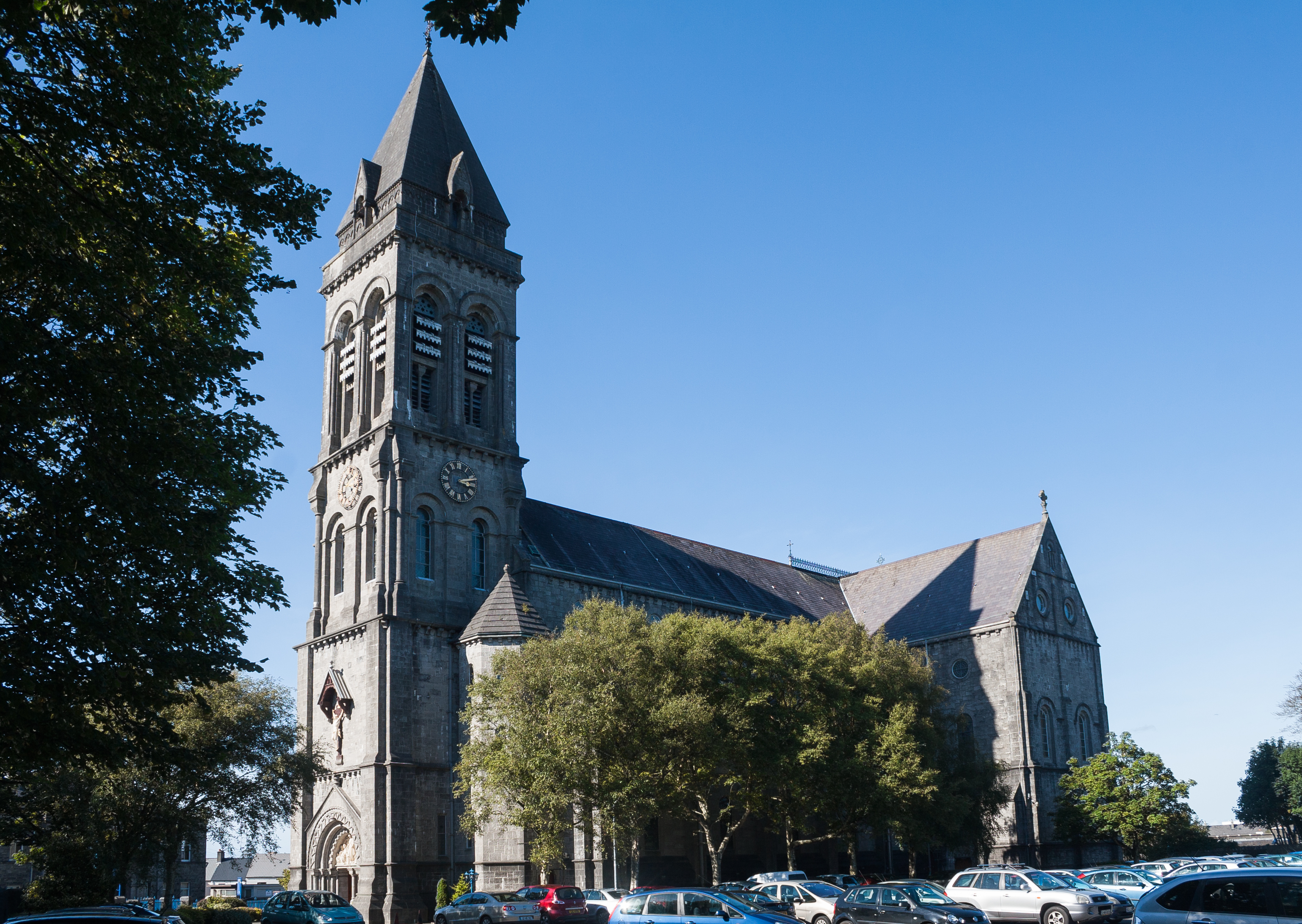
Kathedrale in Sligo

Die Cathedral of the Immaculate Conception (irisch Ardeaglais Mhuire gan Smál) ist die Kathedrale des römisch-katholischen Bistums Elphin. Sie liegt an der Temple Street in Sligo, Irland.
Die Errichtung dieser Kirche ging vom Betreiben des damaligen Bischofs Laurence Gillooly aus, der seit 1858 Bischof von Elphin war. Er entschied, dass das Bistum zum damaligen Zeitpunkt eine Größe und Stärke hatte, die es notwendig machte, dass die alte Kirche St. John’s Parish Chapel ersetzt werden musste.
Er engagierte George Goldie, einen der bekanntesten englischen Architekten für katholische Bauten des 19. Jahrhunderts. Die Kathedrale wurde am 26. Juli 1874 von Kardinal Paul Cullen, Erzbischof von Dublin, im Rahmen einer Anbetung und Lobpreisung eröffnet.
Die Kirche wurde im anglo-normannischen Stil errichtet. Sie ist die einzige Kathedrale Irlands in diesem Baustil. Sie bietet Platz für 1400 Menschen. Über der Apsis erhebt sich ein mächtiger Kirchturm.